# Carl Shy
Carl Shy, né le 13 septembre 1908 à Los Angeles, en Californie, mort le 17 décembre 1991, dans le comté d'Orange, est un ancien joueur américain de basket-ball. Il évolue au poste d'arrière. 

## Palmarès
- Champion olympique 1936